# بني اللو
بني اللو أو قصر بني اللو هو أحد قصور بلدية بودة بدائرة أدرار التابعة لولاية أدرار بالجنوب الغربي الجزائري

## السكان
ويسكن هذا القصر قبيلة أولاد بوعلي العربية ويتبع سكان هذا القصر الطريقة الطيبية.

## النشاط الفلاحي
يعمل أغلب سكان قصر بني اللو في الفلاحة التي يغلب عليها غرس النخيل ويستعمل السكان تقنية الفقارة لتوفير المياه للسقي، نجد ببني اللو ست فقارات هي:
| إسم الفقارة | عدد الآبار |
| ----------- | ---------- |
| أعجوش       | 1000       |
| الجديدة     | 500        |
| فقيقيرة     | 400        |
| يلو         | 400        |
| أمناصر      | ؟          |
| سويهلة      | ؟          |

## الأعلام
1. الشيخ سيدي العباس: وهو ولي صالح ببني اللو وتقام له زيارة سنوية.[2]
2. أحمد بن حسين:أحد أعلام قصر بني اللو نهاية القرن التاسع عشر[1]
3. علال بن صغير:أحد أعلام قصر بني اللو نهاية القرن التاسع عشر[1]